# Biblioteca comunale Scipione Gentili
La Biblioteca comunale Scipione Gentili, dedicata al giurista Scipione Gentili, è una biblioteca pubblica comunale che si trova nel Palazzo del Comune di San Ginesio.

## Storia
Situata nell’ala Nord del Palazzo del Comune, è gestita sia da volontari che dal comune stesso. Gemellata con il Centro internazionale di studi gentiliani, nel 2004 essa subì una messa in sicurezza e una suddivisione in sezioni.

## Patrimonio
Il bene librario complessivo della biblioteca è di oltre 12.000 volumi suddivisi in due sezioni divisi.

### Sezione antica[1]
La sezione antica comprende i volumi della cosiddetta biblioteca, divisi per materia e autore, situati nella sala Febo Allevi. Essi sono:
- Fondo delle Cinquecentine
- Statuti Ginesini (Pergamenaceo, con lettere capitali del XIV secolo e cartaceo del 1577)
- Statutorum Terrae Ecclesiasticae Sancti Genesii Volumen, Maceratae apud Sebastianum Martellinum (Stampa, 1582)
- Genesiae Historiae (XII libri di Marinangelo Severini, 1580)
- Due traduzioni del Genesiae Historiae (Di Francesco Majolini e di Paolo Ciampaglia)
- Della Cupramontana Ginesina (Paolo Morichelli Riccomanni, 1770)
- Sanginesio Illustrata (Telesforo Benigni, 1790 e 1795)
- Memorie storiche di Sanginesio (Marche) (Giuseppe Salvi)
- terre circonvicine (Giuseppe Salvi, 1889)

### Sezione moderna[1]
La sezione moderna comprende più di 6000 libri, catalogati OPAC  (Sistema Sebina SOL del Polo Bibliotecario dell’Università di Macerata). In questa sezione troviamo anche:
- Fondo Marchigiano
- Fondo Allevi
- Fondo Gentili